# 任圩街道
任圩街道，是中华人民共和国安徽省淮北市相山区下辖的一个乡镇级行政单位。

## 行政区划
任圩街道下辖以下地区：
余庄社区、陈庄社区、新星社区、代庄社区、光明社区、南湖社区、红星社区、任圩社区、寇湾社区、李桥社区和相山区任圩街道南黎花园社区。